# Peter Carp
Peter Carp (* 1955 in Stuttgart) ist ein deutscher Theaterregisseur und Theaterintendant.

## Leben
Peter Carp wuchs in Hamburg auf und studierte in Hamburg und West-Berlin Theaterwissenschaften, Publizistik, Kunstgeschichte und Medizin. Von 1986 bis 1989 arbeitete er als Dramaturg an der Freien Volksbühne in West-Berlin bei Hans Neuenfels. Von 1990 bis 2004 war Carp als freier Regisseur an verschiedenen deutschsprachigen Bühnen tätig. 2004 wurde er Schauspieldirektor am Luzerner Theater. Ab 2008 leitete er als Intendant das Theater Oberhausen, das er 2017 vorzeitig verließ, um als Intendant an das Freiburger Stadttheater, ein Fünf-Sparten-Haus, zu wechseln. Im August 2020 wurde bekannt, dass der Freiburger Gemeinderat beschlossen hat, seinen Vertrag als Intendant des Theater Freiburg um weitere drei Jahre bis 2025 zu verlängern.
Die Dramaturgin Stefanie Carp ist seine jüngere Schwester.

## Regiearbeiten (Auswahl)
(seit 2008 am Theater Oberhausen, wenn nicht anders angegeben)
- 1994: Gespenster (Theater Oberhausen)
- 2006: Babel (von Elfriede Jelinek) (Luzerner Theater)
- 2008: Hoffmanns Erzählungen (Luzerner Theater)
- 2009: Altweibersommer (von A. L. Kennedy)
- 2009: Die Möwe
- 2009: Endstation Sehnsucht
- 2010: Der Kirschgarten
- 2010: Peterchens Mondfahrt
- 2011: Waisen (von Dennis Kelly)
- 2011: Drei Schwestern[3]
- 2011: Der Engel von Sibiu (Theater Radu Stanca, Sibiu)
- 2011: Wer hat Angst vor Virginia Woolf?
- 2011: Winterreise (von Elfriede Jelinek)
- 2012: Der Sparkommissar (von Roddy Doyle)
- 2013: Kabale und Liebe (von Friedrich Schiller)
- 2014: Das Gartenhaus (Uraufführung nach der Novelle von Thomas Hürlimann) (Theater Oberhausen / Theater Winterthur)
- 2014: Into the Woods (von Stephen Sondheim)
- 2014: So viel Zeit (Uraufführung nach dem Roman von Frank Goosen)
- 2019: The Turn of the Screw (Oper von Benjamin Britten)

## Nachweise
1. ↑  Peter Carp. In: K.WEST 9/2008. 1. September 2008, abgerufen am 21. April 2020 (Interview).
2. ↑  Theater Freiburg verlängert Carps Intendantenvertrag um drei Jahre, Badische Zeitung vom 31. Juli 2020, abgerufen am 4. August 2020.
3. ↑  Stücke: Anton Tschechow: Drei Schwestern. Theater Oberhausen, archiviert vom Original am 22. Januar 2012; abgerufen am 21. April 2020.

| Personendaten    | Personendaten                                   |
| ---------------- | ----------------------------------------------- |
| NAME             | Carp, Peter                                     |
| KURZBESCHREIBUNG | deutscher Theaterregisseur und Theaterintendant |
| GEBURTSDATUM     | 1955                                            |
| GEBURTSORT       | Stuttgart                                       |